# MathWorld
MathWorld je spletno matematično referenčno mesto, ki ga je ustvaril in k njemu veliko prispeval ameriški matematik, enciklopedist in računalniški zanesenjak Eric Wolfgang Weisstein. Podpira ga zasebno podjetje Wolfram Research, Inc. (WRI) – podjetje, ki je razvilo Mathematico – kateremu pripada tudi licenca. Delno ga je financirala znanstvena knjižnica National Science Digital Library NSF z nepovratnimi sredstvi Univerze Illinoisa v Urbani in Champaignu.

## Zgodovina
Weisstein je bil študent fizike in astronomije, ki je imel navado zapisovati si zapiske z matematičnih predavanj. Leta 1995 je svoje zapiske naložil na splet in jih imenoval »Eric's Treasure Trove of Mathematics«. Zapiski so vsebovali na stotine strani in člankov, ki so zaobjemali široko področje matematičnih vsebin. Stran je postala priljubljena kot obsežen vir o matematiki na spletu. Neprestano je izboljševal zapiske in sprejemal popravke in pripombe od bralcev. Leta 1998 se je povezal z založniško skupino CRC Press; vsebino spletne strani pa so objavili v tiskani obliki in na CD-ROMu z naslovom »CRC Concise Encyclopedia of Mathematics«. Prosta spletna različica je bila tedaj le delno dostopna. V letu 1999 je začel delati pri WRI, podjetje pa je preimenovalo Math Treasure Trove v MathWorld na http://mathworld.wolfram.com ter ga gostilo na svoji spletni strani brez omejitev dostopa.

## Tožba CRC Press
Leta 2000 je CRC Press tožilo WRI, predsednika WRI Stephena Wolframa in Weissteina, ker naj bi prekršili pogodbo, saj naj bi vsebina MathWolrd ostala le v tiskani obliki. Primer so kasneje razrešili na sodišču tako da je WRI plačal nedoločen znesek in v skladu z drugimi določbami. Med te določbe sodi vključitev obvestila o avtorskih pravicah na dnu spletne strani in širše pravice za CRC Press za objavljanje MathWorld v tiskani knjižni obliki. Spletna stran je spet postala prosto na voljo javnosti.
Ta primer je v spletnih založniških krogih vzbudil val naslovnih novic. Sorodni projekt spletne matematične enciklopedije PlanetMath je nastal, ker MathWorld zaradi tožbe 12 mesecev ni bil na voljo.